# Chile i olympiska sommarspelen 2012
Chile deltog i de olympiska sommarspelen 2012 som ägde rum i London i Storbritannien mellan den 27 juli och den 12 augusti 2012. Ingen av landets deltagare erövrade någon medalj.

## Bordtennis
- Huvudartikel: Bordtennis vid olympiska sommarspelen 2012

Damer
| Spelare         | Gren   | Inledande omgång     | Runda 1              | Runda 2              | Runda 3              | Runda 4              | Kvartsfinal          | Semifinal            | Final                | Final            |
| Spelare         | Gren   | Motståndare Resultat | Motståndare Resultat | Motståndare Resultat | Motståndare Resultat | Motståndare Resultat | Motståndare Resultat | Motståndare Resultat | Motståndare Resultat | Placering        |
| --------------- | ------ | -------------------- | -------------------- | -------------------- | -------------------- | -------------------- | -------------------- | -------------------- | -------------------- | ---------------- |
| Berta Rodríguez | Singel | BYE                  | Tian Y (CRO) L 0–4   | Gick inte vidare     | Gick inte vidare     | Gick inte vidare     | Gick inte vidare     | Gick inte vidare     | Gick inte vidare     | Gick inte vidare |

## Brottning
- Huvudartikel: Brottning vid olympiska sommarspelen 2012

Herrar, grekisk-romersk stil
| Brottare    | Gren    | Kvalomgång           | Åttondelsfinal          | Kvartsfinal          | Semifinal            | Återkval 1           | Återkval 2           | Final / brons        | Final / brons |
| Brottare    | Gren    | Motståndare Resultat | Motståndare Resultat    | Motståndare Resultat | Motståndare Resultat | Motståndare Resultat | Motståndare Resultat | Motståndare Resultat | Placering     |
| ----------- | ------- | -------------------- | ----------------------- | -------------------- | -------------------- | -------------------- | -------------------- | -------------------- | ------------- |
| Andres Ayub | -120 kg | BYE                  | Pherselidze (GEO) L 0–3 | Gick inte vidare     | Gick inte vidare     | Gick inte vidare     | Gick inte vidare     | Gick inte vidare     | 18            |

## Bågskytte
- Huvudartikel: Bågskytte vid olympiska sommarspelen 2012

Damer
| Bågskytt           | Gren                  | Ranking-runda | Ranking-runda | 32-delsfinal            | Sextondelsfinal   | Åttondelsfinal    | Kvartsfinal       | Semifinal         | Final             | Final            |
| Bågskytt           | Gren                  | Poäng         | Seedning      | Motståndare Poäng       | Motståndare Poäng | Motståndare Poäng | Motståndare Poäng | Motståndare Poäng | Motståndare Poäng | Placering        |
| ------------------ | --------------------- | ------------- | ------------- | ----------------------- | ----------------- | ----------------- | ----------------- | ----------------- | ----------------- | ---------------- |
| Denisse van Lamoen | Damernas individuella | 645           | 31            | Esebua (GEO) (34) L 0–6 | Gick inte vidare  | Gick inte vidare  | Gick inte vidare  | Gick inte vidare  | Gick inte vidare  | Gick inte vidare |

## Cykling
- Huvudartikel: Cykling vid olympiska sommarspelen 2012

### Landsväg
| Cyklist         | Gren                | Tid             | Placering       |
| --------------- | ------------------- | --------------- | --------------- |
| Gonzalo Garrido | Herrarnas linjelopp | 5:46:37         | 72              |
| Paola Muñoz     | Damernas linjelopp  | Fullföljde inte | Fullföljde inte |

### Bana
| Cyklist       | Gren             | Flygande varv | Flygande varv | Poänglopp | Poänglopp | Elimineringslopp | Ind. förföljelse | Ind. förföljelse | Scratch race | Tidskval | Tidskval  | Totalpoäng | Placering |
| Cyklist       | Gren             | Tid           | Placering     | Poäng     | Placering | Placering        | Tid              | Placering        | Placering    | Tid      | Placering | Totalpoäng | Placering |
| ------------- | ---------------- | ------------- | ------------- | --------- | --------- | ---------------- | ---------------- | ---------------- | ------------ | -------- | --------- | ---------- | --------- |
| Luis Mansilla | Herrarnas omnium | 14.270        | 18            | –40       | 18        | 16               | 4:53.23          | 18               | 16           | 1:08.517 | 18        | 104        | 18        |

## Friidrott
- Huvudartikel: Friidrott vid olympiska sommarspelen 2012

Förkortningar
- Notera – Placeringar gäller endast den tävlandes eget heat
- Q = Kvalificerade sig till nästa omgång via placering
- q = Kvalificerade sig på tid eller, i fältgrenarna, på placering utan att ha nått kvalgränsen
- NR = Nationellt rekord
- N/A = Omgången inte möjlig i grenen
- Bye = Idrottaren behövde inte delta i omgången

Herrar
Bana och väg
| Idrottare      | Gren       | Heat     | Heat      | Semifinal        | Semifinal        | Final            | Final            |
| Idrottare      | Gren       | Resultat | Placering | Resultat         | Placering        | Resultat         | Placering        |
| -------------- | ---------- | -------- | --------- | ---------------- | ---------------- | ---------------- | ---------------- |
| Edward Araya   | 50 km gång | i.u.     | i.u.      | i.u.             | i.u.             | DSQ              | DSQ              |
| Yerko Araya    | 20 km gång | i.u.     | i.u.      | i.u.             | i.u.             | 1:25:27 SB       | 41               |
| Cristian Reyes | 200 m      | 21.29    | 7         | Gick inte vidare | Gick inte vidare | Gick inte vidare | Gick inte vidare |

Kombinerade grenar – tiokamp
| Idrottare          | Gren     | 100 m | LJ   | SP    | HJ   | 400 m | 110H  | DT    | PV   | JT    | 1500 m  | Final | Placering |
| ------------------ | -------- | ----- | ---- | ----- | ---- | ----- | ----- | ----- | ---- | ----- | ------- | ----- | --------- |
| Gonzalo Barroilhet | Resultat | 11.18 | 6.80 | 14.49 | 2.05 | 51.07 | 14.12 | 41.27 | 5.40 | 57.25 | 4:48.23 | 7972  | 13        |
| Gonzalo Barroilhet | Poäng    | 821   | 767  | 758   | 850  | 766   | 959   | 690   | 1035 | 697   | 629     | 7972  | 13        |

Damer
Bana och väg
| Idrottare      | Gren    | Final    | Final     |
| Idrottare      | Gren    | Resultat | Placering |
| -------------- | ------- | -------- | --------- |
| Erika Olivera  | Maraton | 2:36:41  | 64        |
| Natalia Romero | Maraton | 2:37:47  | 69        |

Fältgrenar
| Idrottare      | Gren           | Kval  | Kval      | Final            | Final            |
| Idrottare      | Gren           | Längd | Placering | Längd            | Placering        |
| -------------- | -------------- | ----- | --------- | ---------------- | ---------------- |
| Natalia Duco   | Kulstötning    | 18.45 | 12 q      | 18.80            | 9                |
| Karen Gallardo | Diskuskastning | 60.09 | 21        | Gick inte vidare | Gick inte vidare |

## Fäktning
- Huvudartikel: Fäktning vid olympiska sommarspelen 2012

Herrar
| Idrottare       | Gren                | Omgång 1             | Omgång 2          | Omgång 3          | Kvartsfinal       | Semifinal         | Final / BM        | Final / BM |
| Idrottare       | Gren                | Motståndare Poäng    | Motståndare Poäng | Motståndare Poäng | Motståndare Poäng | Motståndare Poäng | Motståndare Poäng | Placering  |
| --------------- | ------------------- | -------------------- | ----------------- | ----------------- | ----------------- | ----------------- | ----------------- | ---------- |
| Paris Inostroza | Värja, individuellt | Heinzer (SUI) L 2–15 | Gick inte vidare  | Gick inte vidare  | Gick inte vidare  | Gick inte vidare  | Gick inte vidare  |            |

Damer
| Idrottare     | Gren                | Omgång 1               | Omgång 2          | Omgång 3          | Kvartsfinal       | Semifinal         | Final / BM        | Final / BM       |
| Idrottare     | Gren                | Motståndare Poäng      | Motståndare Poäng | Motståndare Poäng | Motståndare Poäng | Motståndare Poäng | Motståndare Poäng | Placering        |
| ------------- | ------------------- | ---------------------- | ----------------- | ----------------- | ----------------- | ----------------- | ----------------- | ---------------- |
| Caterin Bravo | Värja, individuellt | Lawrence (GBR) L 12–15 | Gick inte vidare  | Gick inte vidare  | Gick inte vidare  | Gick inte vidare  | Gick inte vidare  | Gick inte vidare |

## Gymnastik
- Huvudartikel: Gymnastik vid olympiska sommarspelen 2012

### Artistisk
Herrar
| Idrottare      | Gren       | Kval    | Kval    | Kval    | Kval    | Kval    | Kval    | Kval   | Kval      | Final   | Final   | Final   | Final   | Final   | Final   | Final  | Final     |
| Idrottare      | Gren       | Redskap | Redskap | Redskap | Redskap | Redskap | Redskap | Totalt | Placering | Redskap | Redskap | Redskap | Redskap | Redskap | Redskap | Totalt | Placering |
| Idrottare      | Gren       | F       | PH      | R       | V       | PB      | HB      | Totalt | Placering | F       | PH      | R       | V       | PB      | HB      | Totalt | Placering |
| -------------- | ---------- | ------- | ------- | ------- | ------- | ------- | ------- | ------ | --------- | ------- | ------- | ------- | ------- | ------- | ------- | ------ | --------- |
| Tomás González | Fristående | 15.533  | i.u.    | i.u.    | i.u.    | i.u.    | i.u.    | 15.533 | 6 Q       | 15.366  | i.u.    | i.u.    | i.u.    | i.u.    | i.u.    | 15.366 | 4         |
| Tomás González | Hopp       | i.u.    | i.u.    | i.u.    | 16.433  | i.u.    | i.u.    | 16.433 | 3 Q       | i.u.    | i.u.    | i.u.    | 16.183  | i.u.    | i.u.    | 16.183 | 4         |

Damer
| Idrottare     | Gren     | Kval    | Kval    | Kval    | Kval    | Kval   | Kval      | Final            | Final            | Final            | Final            | Final            | Final            |
| Idrottare     | Gren     | Redskap | Redskap | Redskap | Redskap | Totalt | Placering | Redskap          | Redskap          | Redskap          | Redskap          | Totalt           | Placering        |
| Idrottare     | Gren     | F       | V       | UB      | BB      | Totalt | Placering | F                | V                | UB               | BB               | Totalt           | Placering        |
| ------------- | -------- | ------- | ------- | ------- | ------- | ------ | --------- | ---------------- | ---------------- | ---------------- | ---------------- | ---------------- | ---------------- |
| Simona Castro | Mångkamp | 12.600  | 13.666  | 12.266  | 12.400  | 50.932 | 43        | Gick inte vidare | Gick inte vidare | Gick inte vidare | Gick inte vidare | Gick inte vidare | Gick inte vidare |

## Judo
Herrar
| Idrottare        | Gren                   | 32-delsfinal         | Sextondelsfinal                   | Åttondelsfinal       | Kvartsfinal          | Semifinal            | Återkval             | Bronsmatch           | Final                | Final            |
| Idrottare        | Gren                   | Motståndare Resultat | Motståndare Resultat              | Motståndare Resultat | Motståndare Resultat | Motståndare Resultat | Motståndare Resultat | Motståndare Resultat | Motståndare Resultat | Placering        |
| ---------------- | ---------------------- | -------------------- | --------------------------------- | -------------------- | -------------------- | -------------------- | -------------------- | -------------------- | -------------------- | ---------------- |
| Alejandro Zuñiga | Halv lättvikt (-66 kg) | BYE                  | Shavdatuashvili (GEO) L 0002–0101 | Gick inte vidare     | Gick inte vidare     | Gick inte vidare     | Gick inte vidare     | Gick inte vidare     | Gick inte vidare     | Gick inte vidare |

## Ridsport

### Hoppning
| Tävlande           | Häst                 | Kvalifikation | Kvalifikation | Kvalifikation | Kvalifikation | Kvalifikation | Kvalifikation   | Kvalifikation   | Kvalifikation   | Final           | Final           | Final           | Final           | Final           | Total     |
| Tävlande           | Häst                 | Runda 1       | Runda 1       | Runda 2       | Runda 2       | Runda 2       | Runda 3         | Runda 3         | Runda 3         | Runda A         | Runda A         | Runda B         | Runda B         | Runda B         | Total     |
| Tävlande           | Häst                 | Straff        | Placering     | Straff        | Total         | Placering     | Straff          | Total           | Placering       | Straff          | Placering       | Straff          | Totalt          | Placering       | Placering |
| ------------------ | -------------------- | ------------- | ------------- | ------------- | ------------- | ------------- | --------------- | --------------- | --------------- | --------------- | --------------- | --------------- | --------------- | --------------- | --------- |
| Carlos Milthaler   | Hyo Altanero         | 4             | 42            | 8             | 12            | 56            | Ej kvalificerad | Ej kvalificerad | Ej kvalificerad | Ej kvalificerad | Ej kvalificerad | Ej kvalificerad | Ej kvalificerad | Ej kvalificerad | 56        |
| Rodrigo Carrasco   | Or de la Charboniere | 5             | 53            | 17            | 22            | 61            | Ej kvalificerad | Ej kvalificerad | Ej kvalificerad | Ej kvalificerad | Ej kvalificerad | Ej kvalificerad | Ej kvalificerad | Ej kvalificerad | 61        |
| Tomas Couve Correa | Underwraps           | 6             | 58            | 5             | 11            | 53            | Ej kvalificerad | Ej kvalificerad | Ej kvalificerad | Ej kvalificerad | Ej kvalificerad | Ej kvalificerad | Ej kvalificerad | Ej kvalificerad | 53        |
| Samuel Parot       | Al Calypso           | 8             | 60            | 9             | 17            | 59            | Ej kvalificerad | Ej kvalificerad | Ej kvalificerad | Ej kvalificerad | Ej kvalificerad | Ej kvalificerad | Ej kvalificerad | Ej kvalificerad | 59        |

| Tävlande                                                          | Häst     | Runda 1 | Runda 1   | Runda 2         | Runda 2         | Placering |
| Tävlande                                                          | Häst     | Straff  | Placering | Straff          | Placering       | Placering |
| ----------------------------------------------------------------- | -------- | ------- | --------- | --------------- | --------------- | --------- |
| Carlos Milthaler Rodrigo Carrasco Tomas Couve Correa Samuel Parot | som ovan | 22      | 15        | Ej kvalificerad | Ej kvalificerad | 15        |

## Rodd
Herrar
| Idrottare     | Gren          | Heat    | Heat      | Återkval | Återkval  | Kvartsfinal | Kvartsfinal | Semifinal | Semifinal | Final   | Final     | Final |
| Idrottare     | Gren          | Tid     | Placering | Tid      | Placering | Tid         | Placering   | Tid       | Placering | Tid     | Placering |       |
| ------------- | ------------- | ------- | --------- | -------- | --------- | ----------- | ----------- | --------- | --------- | ------- | --------- | ----- |
| Oscar Vasquez | Singelsculler | 7:06,33 | 5 R       | 7:09,12  | 2 QF      | 7:24,07     | 5 SC/D      | 7:57,36   | 5 FD      | 7:36,79 | 23        |       |

## Segling
Herrar
| Seglare                      | Gren  | Lopp | Lopp | Lopp | Lopp | Lopp | Lopp | Lopp | Lopp | Lopp | Lopp | Lopp | Summerad poäng | Finalplacering |
| Seglare                      | Gren  | 1    | 2    | 3    | 4    | 5    | 6    | 7    | 8    | 9    | 10   | M*   | Summerad poäng | Finalplacering |
| ---------------------------- | ----- | ---- | ---- | ---- | ---- | ---- | ---- | ---- | ---- | ---- | ---- | ---- | -------------- | -------------- |
| Matias del Solar             | Laser | 16   | 32   | 25   | 43   | 20   | 17   | BFD  | 29   | 44   | 29   | EL   | 255            | 25             |
| Diego González Benjamin Grez | 470   | 25   | 21   | 23   | 23   | 25   | 18   | 18   | 23   | 20   | 25   | EL   | 196            | 27             |

M = Medaljlopp; EL = Eliminerad – gick inte vidare till medaljloppet;

## Taekwondo
| Idrottare             | Gren            | Åttondelsfinaler         | Kvartsfinaler        | Semifinaer           | Återkval             | Bronsmatch           | Final                | Final            |
| Idrottare             | Gren            | Motståndare Resultat     | Motståndare Resultat | Motståndare Resultat | Motståndare Resultat | Motståndare Resultat | Motståndare Resultat | Placering        |
| --------------------- | --------------- | ------------------------ | -------------------- | -------------------- | -------------------- | -------------------- | -------------------- | ---------------- |
| Yeny Contreras Loyola | Damernas −57 kg | Harnois (FRA) L 3–14 PTG | Gick inte vidare     | Gick inte vidare     | Gick inte vidare     | Gick inte vidare     | Gick inte vidare     | Gick inte vidare |

## Triathlon
| Triathlet             | Gren                | Simning (1,5 km) | Trans 1 | Cykling (40 km) | Trans 2 | Löpning (10 km) | Total tid | Placering |
| --------------------- | ------------------- | ---------------- | ------- | --------------- | ------- | --------------- | --------- | --------- |
| Felipe Van de Wyngard | Herrarnas triathlon | 18:53            | 0:41    | 58:52           | 0:33    | 34:03           | 1:53:02   | 50        |
| Bárbara Riveros       | Damernas triathlon  | 19:44            | 0:38    | 1:07:03         | 0:35    | 34:15           | 2:02:15   | 16        |